# Liste der Staatsoberhäupter 1921
Übersicht
◄◄ | ◄ | 1917 | 1918 | 1919 | 1920 | Liste der Staatsoberhäupter 1921 | 1922 | 1923 | 1924 | 1925 | ► | ►►

Weitere Ereignisse

## Afrika
- Ägypten (1914–1936 britisches Protektorat)
  - Staatsoberhaupt: Sultan Fu'ād I. (1917–1936) (ab 1922 König)
  - Regierungschef:
    - Ministerpräsident Muhammad Tawfiq Nasim Pascha (1920–16. Mai 1921, 1922–1923, 1934–1936)
    - Ministerpräsident Adli Yakan Pascha (16. Mai 1921–1922, 1926–1927, 1929–1930)

  - Britischer Hochkommissar: Edmund Allenby, 1. Viscount Allenby (1919–1925)

- Äthiopien
  - Staats- und Regierungschef: Kaiserin Zauditu (1916–1930)
    - Regent: Ras Tafari Makonnen (1916–1930) (1930–1974 Kaiser)

- Liberia
  - Staats- und Regierungschef: Präsident Charles D. B. King (1920–1930)

- Südafrika
  - Staatsoberhaupt: König Georg V. (1910–1936)
    - Generalgouverneur: Arthur of Connaught (1920–1923)

  - Regierungschef: Ministerpräsident Jan Christiaan Smuts (1919–1924, 1939–1948)

## Amerika

### Nordamerika
- Kanada
  - Staatsoberhaupt: König Georg V. (1910–1936)
    - Generalgouverneur:
      - Victor Cavendish, 9. Duke of Devonshire (1916–11. August 1921)
      - Julian, Lord Byng (11. August 1921–1926)

  - Regierungschef:
    - Premierminister Arthur Meighen (1920–29. Dezember 1921, 1926)
    - Premierminister William Lyon Mackenzie King (29. Dezember 1921–1926, 1926–1930, 1935–1948)

- Mexiko
  - Staats- und Regierungschef: Präsident Álvaro Obregón (1920–1924)

- Neufundland
  - Staatsoberhaupt: König Georg V. (1910–1936)
    - Gouverneur: Charles Alexander Harris (1917–1922)

  - Regierungschef: Premierminister Richard Squires (1919–1923, 1928–1932)

- Vereinigte Staaten von Amerika
  - Staats- und Regierungschef:
    - Präsident Woodrow Wilson (1913–4. März 1921)
    - Präsident  Warren G. Harding (4. März 1921–1923)

### Mittelamerika
- Costa Rica
  - Staats- und Regierungschef: Präsident Julio Acosta García (1920–1924)

- Dominikanische Republik (1916–1924 von den USA besetzt)
  - Staats- und Regierungschef:
    - Militärgouverneur Thomas Snowden (1919–3. Juni 1921)
    - Militärgouverneur Samuel Robison (3. Juni 1921–1922)

- El Salvador
  - Staats- und Regierungschef: Präsident Jorge Meléndez Ramírez (1919–1923)

- Guatemala
  - Staats- und Regierungschef:
    - Präsident Carlos Herrera y Luna (1920–10. Dezember 1921)
    - Präsident José María Orellana Pinto (10. Dezember 1921–1926)

- Haiti (1915–1934 von den USA besetzt)
  - Staats- und Regierungschef: Präsident Philippe Sudré Dartiguenave (1915–1922)

- Honduras
  - Staats- und Regierungschef: Präsident Rafael López Gutiérrez (1920–1924)

- Kuba
  - Staats- und Regierungschef:
    - Präsident Mario García Menocal (1913–20. Mai 1921)
    - Präsident Alfredo Zayas y Alfonso (20. Mai 1921–1925)

- Nicaragua
  - Staats- und Regierungschef:
    - Präsident Emiliano Chamorro Vargas (1917–1. Januar 1921, 1926–1929)
    - Präsident Diego Manuel Chamorro Bolaños (1. Januar 1921–1923)

- Panama
  - Staats- und Regierungschef: Präsident Belisario Porras Barahona (1912–1916, 1918–1920, 1920–1924)

### Südamerika
- Argentinien
  - Staats- und Regierungschef: Präsident Hipólito Yrigoyen (1916–1922, 1928–1930)

- Bolivien
  - Staats- und Regierungschef: Präsident Bautista Saavedra Mallea (1920–1925)

- Brasilien
  - Staats- und Regierungschef: Präsident Epitácio Lindolfo da Silva Pessoa (1919–1922)

- Chile
  - Staats- und Regierungschef: Präsident Arturo Alessandri (1920–1924, 1925, 1932–1938)

- Ecuador
  - Staats- und Regierungschef: Präsident José Luis Tamayo (1920–1924)

- Kolumbien
  - Staats- und Regierungschef:
    - Präsident Marco Fidel Suárez (1918–1922)
    - Präsident Jorge Holguín (11. November 1921–1922) (kommissarisch)

- Paraguay
  - Staats- und Regierungschef:
    - Präsident Manuel Gondra (1910–1911, 1920–7. November 1921)
    - Präsident Eusebio Ayala (7. November 1921–1923, 1932–1936) (kommissarisch)

- Peru
  - Staatsoberhaupt: Präsident Augusto B. Leguía y Salcedo (1908–1912, 1919–1930) (1904–1907 Ministerpräsident)
  - Regierungschef: Ministerpräsident Germán Leguía y Martínez Jakeway (1919–1922)

- Uruguay
  - Staats- und Regierungschef: Präsident Baltasar Brum (1919–1923)

- Venezuela
  - Staats- und Regierungschef: Präsident Victorino Márquez Bustillos (1914–1922) (kommissarisch)

## Asien

### Ost-, Süd- und Südostasien
- Bhutan
  - Herrscher: König Ugyen Wangchuk (1907–1926)

- China
  - Staatsoberhaupt: Präsident Xu Shichang (1918–1922)
  - Regierungschef:
    - Premier des Staatsrats Jin Yunpeng (1920–18. Dezember 1921)
    - Premier des Staatsrats Yan Huiqing (18. Dezember–24. Dezember 1921)
    - Premier des Staatsrats Liang Shiyi (24. Dezember 1921–1922)

- Britisch-Indien
  - Kaiser: Georg V. (1910–1936)
  - Vizekönig:
    - Frederic Thesiger (1916–1921)
    - Rufus Isaacs (1921–1925)

- Japan
  - Staatsoberhaupt: Kaiser Yoshihito (1912–1926)
  - Regierungschef:
    - Premierminister Hara Takashi (1918–4. November 1921)
    - (amtierend) Außenminister Uchida Yasuya (4. November–13. November 1921)
    - Premierminister Takahashi Korekiyo (13. November 1921–1922)

- Nepal
  - Staatsoberhaupt: König Tribhuvan (1911–1955)
  - Regierungschef: Ministerpräsident Chandra Shamsher Jang Bahadur Rana (1901–1929)

- Siam (heute: Thailand)
  - Herrscher: König Vajiravudh (1910–1925)

### Vorderasien
- Aserbaidschan (umstritten, besetzt)
  - Staatsoberhaupt: ?
  - Regierungschef: ?

- Persien (heute: Iran)
  - Staatsoberhaupt: Schah Ahmad Schah Kadschar (1909–1925)
  - Regierungschef:
    - Ministerpräsident Fathollah Akbar Sepahdar (1920–Februar 1921)
    - Ministerpräsident Seyyed Zia al Din Tabatabai (Februar–Mai 1921)
    - Ministerpräsident Ahmad Qavām al-Saltaneh (4. Juni 1921–1922)

- Georgien (umstritten, besetzt ab 21. März)
  - Regierungschef: Ministerpräsident Noe Schordania (1918–17. März 1921)

- Jemen
  - Herrscher: Iman Yahya bin Muhammad (1918–1948)

- Transjordanien (heute: Jordanien)
  - Herrscher: Emir Abdallah ibn Husain I. (1921–1951)

### Zentralasien
- Afghanistan
  - Herrscher: Emir Amanullah Khan (1919–1929)

- Mongolei
  - Staatsoberhaupt: Vorsitzender des Präsidiums des Großen Staats-Churals Bogd Khan (1911–1924)
  - Regierungschef:
    - Ministerpräsident Khatanbaatar Sandagdordschiin Magsardschaw (15. Februar–März 1921)
    - Vorsitzender des Rats der Volkskommissare Dambyn Chadardsschaw (13. März–16. April 1921)
    - Vorsitzender des Rats der Volkskommissare Dogsomyn Bodoo (16. April 1921–1922)

- Tibet (umstritten)
  - Herrscher: Dalai Lama Thubten Gyatso (1913–1933)

## Australien und Ozeanien
- Australien
  - Staatsoberhaupt: König Georg V. (1910–1936)
  - Generalgouverneur: Henry Forster, 1. Baron Forster (1920–1925)
  - Regierungschef: Premierminister Billy Hughes (1915–1923)

- Neuseeland
  - Staatsoberhaupt: König Georg V. (1910–1936)
  - Generalgouverneur:  Admiral John Jellicoe, 1. Viscount Jellicoe (1920–1924)
  - Regierungschef: Premierminister William Massey (1912–1925)

## Europa
- Albanien
  - Staatsoberhaupt: Regentschaftsrat (1920–1925) (1924 Ministerpräsident)
  - Regierungschef:
    - Ministerpräsident Iliaz Vrioni (1920–19. Oktober 1921, 1924, 1924–1925)
    - Ministerpräsident Pandeli Evangjeli (19. Oktober 1921–6. Dezember 1921, 1930–1935)
    - Ministerpräsident Qazim Koculi (6. Dezember 1921–7. Dezember 1921) (kommissarisch)
    - Ministerpräsident Hasan Bej Prishtina (7. Dezember 1921–12. Dezember 1921)
    - Ministerpräsident Idhomene Kosturi (12. Dezember 1921–30. Dezember 1921) (kommissarisch)
    - Ministerpräsident Xhafer Ypi (30. Dezember 1921–1922)
    - Ministerpräsident Omer Pasha Vrioni (1921–1922)

- Andorra
  - Co-Fürsten:
    - Staatspräsident von Frankreich: Alexandre Millerand (1920–1924)
    - Bischof von Urgell: Justí Guitart i Vilardebò (1920–1940)

- Belgien
  - Staatsoberhaupt: König Albert I. (1909–1934)
  - Regierungschef:
    - Ministerpräsident Henri Carton de Wiart (1920–16. Dezember 1921)
    - Ministerpräsident Georges Theunis (16. Dezember 1921–1925, 1934–1935)

- Bulgarien
  - Staatsoberhaupt: Zar Boris III. (1918–1943)
  - Regierungschef: Ministerpräsident Aleksandar Stambolijski (1919–1923)

- Dänemark
  - Staatsoberhaupt: König Christian X. (1912–1947) (1918–1944 König von Island)
  - Regierungschef: Ministerpräsident Niels Neergaard (1908–1909, 1920–1924)

- Deutsches Reich
  - Staatsoberhaupt: Reichspräsident Friedrich Ebert (1919–1925)
  - Regierungschef:
    - Reichskanzler Constantin Fehrenbach (1920–4. Mai 1921)
    - Reichskanzler Joseph Wirth (10. Mai 1921–1922)

- Estland
  - Staats- und Regierungschef:
    - Staatsältester Ants Piip (1920–25. Januar 1921) (1920 Ministerpräsident)
    - Staatsältester Konstantin Päts (25. Januar 1921–1922, 1923–1924, 1931–1932, 1932–1933, 1933–1940) (1918–1919, 1934–1937 Ministerpräsident)

- Finnland
  - Staatsoberhaupt: Präsident Kaarlo Juho Ståhlberg (1919–1925)
  - Regierungschef:
    - Ministerpräsident Rafael Erich (1920–9. April 1921)
    - Ministerpräsident Juho Vennola (1919–1920, 9. April 1921–1922)

- Frankreich
  - Staatsoberhaupt: Präsident Alexandre Millerand (1920–1924) (1920 Präsident des Ministerrats)
  - Regierungschef:
    - Präsident des Ministerrats Georges Leygues (1920–16. Januar 1921)
    - Präsident des Ministerrats Aristide Briand (1909–1911, 1913, 1915–1917, 16. Januar 1921–1922, 1925–1926, 1929)

- Griechenland
  - Staatsoberhaupt: König Konstantin I. (1913–1917, 1920–1922)
  - Regierungschef:
    - Ministerpräsident Dimitrios Rallis (1897, 1903, 1905, 1909, 1920–6. Februar 1921)
    - Ministerpräsident Nikolaos Kalogeropoulos (1916, 6. Februar 1921–8. April 1921)
    - Ministerpräsident Dimitrios Gounaris (1915, 6. Mai 1921–1922)

- Italien
  - Staatsoberhaupt: König Viktor Emanuel III. (1900–1946)
  - Regierungschef:
    - Ministerpräsident Giovanni Giolitti (1892–1893, 1903–1905, 1906–1909, 1911–1914, 1920–4. Juli 1921)
    - Ministerpräsident Ivanoe Bonomi (4. Juli 1921–1922, 1944–1945)

- Königreich der Serben, Kroaten und Slowenen (später Jugoslawien)
  - Staatsoberhaupt:
    - König Peter I. (1918–16. August 1921)
    - König Alexander I. (16. August 1921–1934)

  - Regierungschef:
    - Ministerpräsident Milenko Vesnić (1920–1. Januar 1921)
    - Ministerpräsident Nikola Pašić (1918, 1. Januar 1921–1924, 1924–1926)

- Lettland
  - Staatsoberhaupt: Präsident der konstitutionellen Versammlung Jānis Čakste (1918–1925, 1925–1927)
  - Regierungschef:
    - Ministerpräsident Kārlis Ulmanis (1918–1919, 1919–17. Juni 1921, 1925–1926, 1931, 1934–1940) (1936–1940 Präsident)
    - Ministerpräsident Zigfrīds Anna Meierovics (17. Juni 1921–1923, 1923–1924)

- Liechtenstein
  - Staatsoberhaupt: Fürst Johann II. (1858–1929)
  - Regierungschef Josef Ospelt (2. März 1921–1922) (Amt neu eingeführt)

- Litauen
  - Staatsoberhaupt: Präsident Aleksandras Stulginskis (1920–1926, 1926) (bis 1922 kommissarisch)
  - Regierungschef: Ministerpräsident Kazys Grinius (1920–1922) (1926 Präsident)

- Luxemburg
  - Staatsoberhaupt: Großherzogin Charlotte (1919–1964) (1940–1945 im Exil)
  - Regierungschef: Staatsminister Émile Reuter (1918–1925)

- Monaco
  - Staatsoberhaupt: Fürst Albert I. (1889–1922)
  - Regierungschef: Staatsminister Raymond Le Bourdon (1919–1923)

- Niederlande
  - Staatsoberhaupt: Königin Wilhelmina (1890–1948) (1940–1945 im Exil)
  - Regierungschef: Ministerpräsident Charles Ruijs de Beerenbrouck (1918–1925, 1929–1933)

- Norwegen
  - Staatsoberhaupt: König Haakon VII. (1906–1957) (1940–1945 im Exil)
  - Regierungschef:
    - Ministerpräsident Otto Bahr Halvorsen (1920–22. Juni 1921, 1923)
    - Ministerpräsident Otto Albert Blehr (1902–1903, 22. Juni 1921–1923)

- Osmanisches Reich (heute: Türkei)
  - Herrscher: Sultan Mehmed VI. (1918–1922)
  - Regierungschef: Großwesir Ahmed Tevfik Pascha (1920–1922)

- Österreich
  - Staatsoberhaupt: Bundespräsident Michael Hainisch (1920–1928)
  - Regierungschef:
    - Bundeskanzler Michael Mayr (1920–21. Juni 1921)
    - Bundeskanzler Johann Schober (21. Juni 1921–1922)

- Polen
  - Staatsoberhaupt:
    - Präsident Józef Piłsudski (1918–1922)

  - Regierungschef:
    - Ministerpräsident Wincenty Witos (1920–13. September 1921)
    - Ministerpräsident Antoni Ponikowski (19. September 1921–1922)

- Portugal
  - Staatsoberhaupt: Präsident António José de Almeida (1919–1923)
  - Regierungschef:
    - Ministerpräsident General Liberato Ribeiro Pinto (1920–2. März 1921)
    - Ministerpräsident Bernardino Machado (2. März–23. Mai 1921)
    - Ministerpräsident Tomé José de Barros Queirós (23. Mai–30. August 1921)
    - Ministerpräsident António Joaquim Granjo (30. August–19. Oktober 1921)
    - General Manuel Maria Coelho (19. Oktober–5. November 1921)
    - General Carlos Maia Pinto (5. November–16. Dezember 1921)
    - Ministerpräsident Francisco Pinto da Cunha Leal (16. Dezember 1921–1922)

- Rumänien
  - Staatsoberhaupt: König Ferdinand I. (1914–1927)
  - Regierungschef:
    - Ministerpräsident Alexandru Averescu (1920–18. Dezember 1921)
    - Ministerpräsident Antoni Ponikowski (18. Dezember 1921–1922)

- Russland
  - Staatsoberhaupt: Vorsitzender des Gesamtrussischen Zentralexekutivkomitees Michail Iwanowitsch Kalinin (seit 1919, 30. Dezember 1922: Gründung der Sowjetunion)
  - Regierungschef: Vorsitzender des Rats der Volkskommissare Wladimir Iljitsch Lenin (1917–1924, 30. Dezember 1922: Gründung der Sowjetunion)

- San Marino
  - Capitani Reggenti:
    - Carlo Balsimelli (1920–1. April 1921, 1933–1934, 1938–1939, 1942–1943) und Simone Michelotti (1920–1. April 1921)
    - Marino Della Balda (1. April 1921–1. Oktober 1921, 1943–1944, 1947, 1950–1951) und Vincenzo Francini (1. April 1921–1. Oktober 1921)
    - Egisto Morri (1917, 1. Oktober 1921–1922) und Giuseppe Lanci (1. Oktober 1921–1922)

  - Regierungschef: Außenminister Giuliano Gozi (1918–1943)

- Schweden
  - Staatsoberhaupt: König Gustav V. (1907–1950)
  - Regierungschef:
    - Ministerpräsident Gerhard Louis De Geer (1920–13. Februar 1921)
    - Ministerpräsident Oscar von Sydow (23. Februar–13. Oktober 1921)
    - Ministerpräsident Hjalmar Branting (13. Oktober 1921–1923)

- Schweiz[1]
  - Bundespräsident: Edmund Schulthess (1917, 1921, 1928, 1933)
  - Bundesrat:
    - Giuseppe Motta (1911–1940)
    - Edmund Schulthess (1912–1935)
    - Robert Haab (1918–1929)
    - Ernest Chuard (1920–1928)
    - Jean-Marie Musy (1920–1934)
    - Karl Scheurer (1920–1929)
    - Heinrich Häberlin (1920–1934)

- Spanien
  - Staatsoberhaupt: König Alfons XIII. (1886–1941)
  - Regierungschef:
    - Regierungspräsident Eduardo Dato Iradier (1920–8. März 1921)
    - (amtierend) Gabino Bugallal Araújo (8. März–13. März 1921)
    - Regierungspräsident Manuel Allendesalazar Muñoz de Salazar (13. März–14. August 1921)
    - Regierungspräsident Antonio Maura Montaner (14. August 1921–1922)

- Tschechoslowakei
  - Staatsoberhaupt: Präsident Tomáš Masaryk (1918–1935)
  - Regierungschef:
    - Ministerpräsident Jan Černý (1920–26. September 1921)
    - Ministerpräsident Edvard Beneš (26. September 1921–1922) (1935–1938, 1945–1948 Präsident)

- Ukraine (umstritten, besetzt)
  - Staats- und Regierungschef: Präsident Symon Petljura (1919–1922)

- Ungarn
  - Staatsoberhaupt: Reichsverweser Miklós Horthy (1920–1944)
  - Regierungschef:
    - Ministerpräsident Graf Pál Teleki (1920–14. April 1921)
    - Ministerpräsident Graf István Bethlen (14. April 1921–1931)

- Vereinigtes Königreich
  - Staatsoberhaupt: König Georg V. (1910–1936)
  - Regierungschef: Premierminister Earl David Lloyd George (1916–1922)

- Weißrussland (umstritten, besetzt)
  - Staats- und Regierungschef: ?